# Leptopsalis thorellii
Leptopsalis thorellii is een hooiwagen uit de familie Stylocellidae. De originele naamcombinatie (protoniem) was Stylocellus thorellii Hansen & Sørensen, 1904.